# 西市街道 (六安市)
西市街道，是中华人民共和国安徽省六安市裕安区下辖的一个乡镇级行政单位。

## 行政区划
西市街道下辖以下地区：
三道巷社区、五牌里社区、响铃庵社区、落水桥社区、凤凰桥社区、紫竹林社区和草市社区。